# Toro (film)
Pour plus de détails, voir Fiche technique et Distribution.
Toro est un thriller franco-espagnol réalisé par Kike Maíllo et sorti en 2016.

## Synopsis
Après quelque temps passé à l’ombre, Toro, un ancien membre de la mafia, est bien décidé à refaire sa vie. Il souhaite plus que tout laisser derrière lui son passé. Mais lorsque sa nièce se fait enlever, il se retrouve entraîné dans une spirale infernale de fuite, de pièges et de violence. Son instinct de tueur va resurgir…

## Fiche technique
- Titre original : Toro
- Titre français :toro 2016
- Titre québécois :
- Réalisation : Kike Maíllo [1]
- Scénario : Rafael Cobos et Fernando Navarro
- Musique : Joe Crepúsculo
- Direction artistique : Pepe Domínguez del Olmo
- Décors : Pepe Domínguez del Olmo
- Costumes : Jorge Bolado et Óscar de la Visitación
- Photographie : Arnau Valls Colomer
- Montage : Elena Ruíz
- Production : Enrique López Lavigne et Antonio P. Pérez
- Sociétés de production :  Apaches Entertainment, Atresmedia Cine, Escándalo Films, Maestranza Films et ZircoZine, en coproduction avec Ran Entertainment
- Sociétés de distribution :
- Pays d’origine :  Espagne et  France[2]
- Langue originale : espagnol
- Format : couleur - 35 mm - 2,35:1 - Son Dolby numérique
- Genre : thriller
- Durée : 105 minutes
- Dates de sortie :
- Espagne : 22 avril 2016

## Distribution
- Mario Casas (VFB : Sébastien Hébrant) : Toro
- Luis Tosar (VFB : Jean-Michel Vovk) : López
- Ingrid García-Jonsson (VFB : Valérie Muzzi) : Estrella
- José Sacristán (VFB : Michel de Warzée) : Romano
- Claudia Canal (VFB : Marie du Bled) : Diana
- José Manuel Poga : Ginés
- Alberto López (VFB : Alain Eloy) : Nandi
- Luichi Macías (VFB : Francine Laffineuse) : Tita

Version française
- Studio de doublage : Mediadub
- Direction artistique : Bruno Bulté
- Adaptation : Pascal Strippoli et Nelson Calderon